# Scheiße
A Scheiße Lady Gaga amerikai énekesnő 2011-es dala a Born This Way című nagylemezéről. A dalszerzést és a produceri munkákat Lady Gaga és RedOne végezte, a felvételeket pedig a The Monster Ball turnéja során Európában a turnébuszában készítették el. A Scheiße-t először egy remixváltozatként mutatták be egy Thierry Mugler divatbemutató során 2011. január 19-én. Gaga később előadta a dal első verzéjét a Germany's Next Topmodel című műsor szezonzárójában.
A Scheiße egy kemény, kalapáló szintikkel rendelkező dance-pop műfajba sorolható dal. Egy gyors technós üteme van, amelyre az electroclash és az Eurodisco stílusok gyakoroltak hatást. A dal címe németül van, míg a refrén egyes részeiben és az első verze során nagyrészt kitalált, némethez hasonlatos nyelven énekel. A dal feminista hangvételű, szövege a nők bátorításáról szól. A dal pozitív kritikai visszajelzéseket kapott a kemény dance-es ütemekért és a fülbemászó refrénért, azonban többen kritizálták a német szövegeket és Gaga akcentusát. A dal több országban is felkerült a slágerlistákra, többek között az Egyesült Államokban, Dél-Koreában és Németországban is.

## Háttér

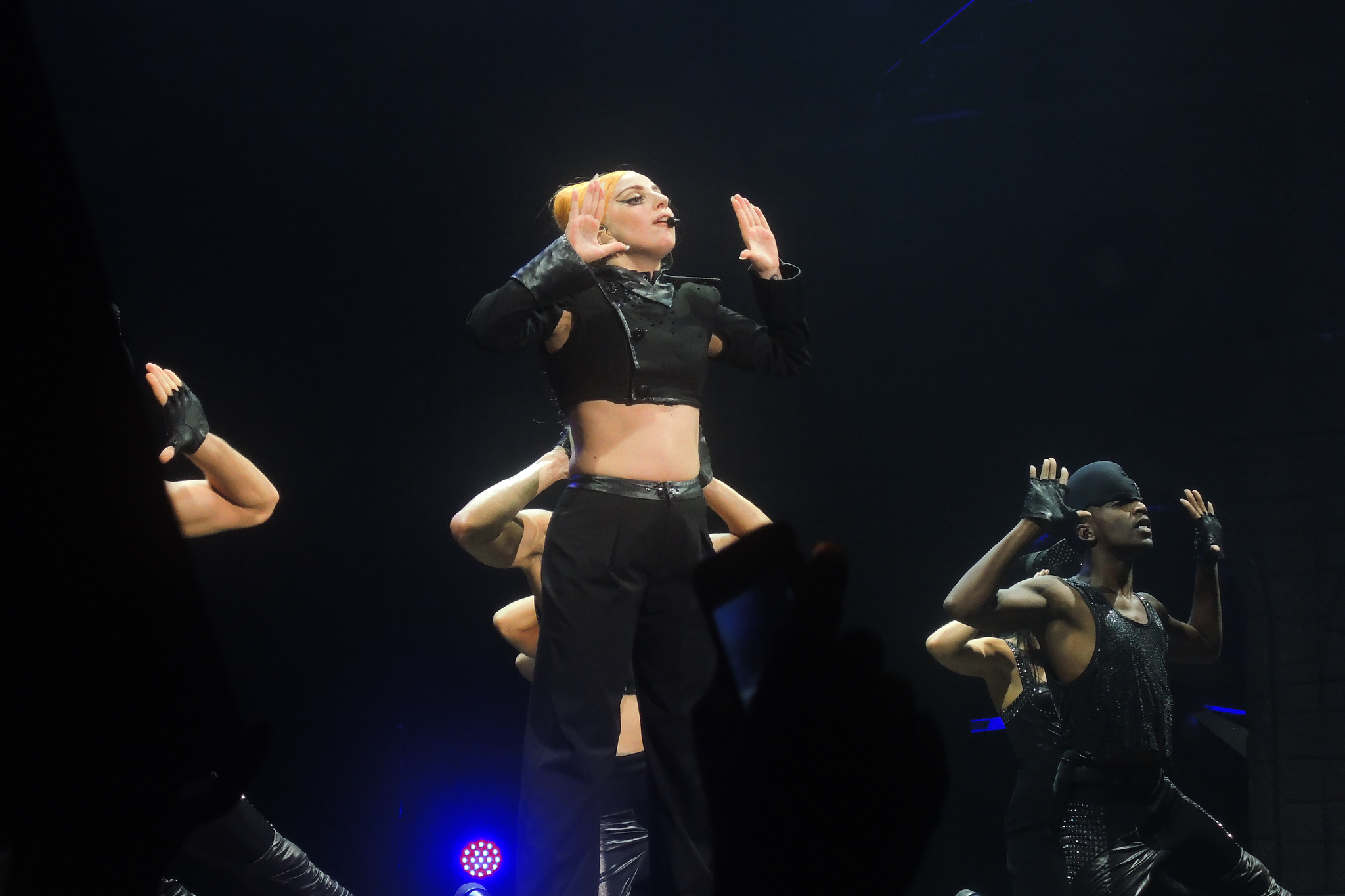
Lady Gaga a Scheiße előadása közben a bécsi Born This Way Ball-on.

A dalszerzést és a produceri munkákat Lady Gaga és RedOne végezte. A Scheiße-t eredetileg 2010-ben Európában az énekesnő turnébuszán vették fel, és később a hangkeverést Trevor Muzzy a kaliforniai North Hollywood-ban található Larrabee Sound Studios-ban végezte. Gaga a dalról elmondta, hogy egy berlini átbulizott éjszaka inspirálta. Egyik éjjel elment a városban a Laboratory nevű éjszakai klubba, és a barátaival szórakozott. Másnap megírta a Scheiße-t, amiről azt mondta: „úgy értettem, hogy 'fenébe is de jó' [a dal]. De mást is jelentett; mert a dal valójában arról szól, hogy valaki erős nő akar lenni az ezzel járó sok szarság nélkül. Bármi nélkül ami a bátorságod útjába áll. Nem ez az egyetlen szó amit ismerek, csak szeretem ezt a szót. Mert szexi.”
A Scheiße-t először 2011. január 19-én remixként mutatták be egy Thierry Mugler divatbemutató során, ahol az énekesnő is szerepelt a kifutón. Kalapáló dance ütemek és német szavak töredékei jellemezték. A remix az „I'll take you out tonight/say whatever you like” dalszöveggel végződött. A Scheiße felkerült Gaga 2011. május 23-án kiadott Born This Way című második nagylemezére. 2011. január 20-án Nicola Formichetti a Mugler kreatív igazgatója megjelentett egy kisfilmet amiben a dal remix verziója volt hallható. Gaga Littlemonsters.com nevű közösségi oldalán azt írta, hogy meg akarta jelentetni a Scheiße-t kislemezként, azonban a kiadója nem akarta kiadni.

## Kompozíció
A Scheiße egy techno, electroclash és Eurodisco hatásokkal rendelkező dance-pop műfajú dal. Andrew Unterberger a PopDust-tól Madonna Justify My Love című dalának hatását vélte felfedezni a dalban, mivel a Scheiße-hez hasonlóan az előadó a dal egyes részeiben a szöveget éneklés helyett inkább beszélve adja elő. A Scheiße-t egyesek úgy jellemezték, mint „egy amerikai bevásárló zenék Mekkájának és egy német éjszakai klub elektronikus zenei dübörgésének furcsa, emészthető összeolvadása.” A dal egy „mocskos” basszust és számos „sistergő” szintit tartalmaz, amelyek egy „billentyűs támadást intéznek az érzékek felé.” A dal szövegileg a nők bátorításáról szól. Habár a Scheiße témája hasonló a Born This Way-en található más dalok ösztönző témáihoz, a The Village Voice megkérdőjelezte a feminista szövegek őszinteségét, mivel Gaga korábban egyszer azt mondta, „Nem vagyok feminista. Elismerem a férfiakat, szeretem a férfiakat,” de a dalban „szőke magassarkús feministának” nevezi magát, aki „besorozza a nőket.” „Ez egy olyasvalaki akit látunk kibontakozni, vagy valaki, aki egy adott ponton már nem is igazán tudja, hogy miről beszél?” írják Gagáról a cikkben. A dal címe, a német „Scheiße” szó gyakran elhangzik a számban, magyarra fordítva „szart” jelent. Gaga újra meg újra francia akcentussal németnek hangzó értelmetlen szövegen beszél a dal során.
A dal azzal kezdődik, hogy Gaga azt mondja, „I don't speak German, but I can if you like”, majd azonnal áttér a németnek hangzó beszélt verzére. Ezután következik a fülbemászó „I’ll take you out tonight, say whatever you like, scheiße be mine” szöveg. Az ezt követő refrén előtti részt a techno zene által inspirálta szinkopált szintik támogatják. A dal refrénjében, amiben Gaga a „Scheiße” szót énekli, „párbajozó, visító” szintik hallhatóak. A szövegrészeket Gaga újra és újra felhangzó elektronikusan torzított „oh oh oh oh oh” szövegei törik meg. A következő verzékben, ahol Gaga azt énekli, hogy ő egy erős nő, „morgó és reszelő” szintik szólalnak meg, illetve német és angol nyelvű szövegrészletek váltják egymást. A Hal Leonard Corporation által közzétett kotta szerint a Scheiße 4/4-es ütemben íródott, és 131-es percenkénti leütésszáma van. A dal hangneme C-mol, Gaga hangterjedelme F3-tól C5-ig terjed. A Scheiße a Cm–Cm/Cm–Eb/Gm akkordmenetet követi.

## Fogadtatás

### Kritikai fogadtatás
A Scheiße nagyrészt pozitív visszajelzéseket kapott a zenei kritikusoktól, akik közül néhányan az album egyik csúcspontjának nevezték. Az NME írója Dan Martin szintén hasonlónak találta a Scheiße-t egy Madonna dalhoz, és azt írta „Miss Kittin által inspirálva Madonna Erotica-jából készített rave változat, amivel egy „parancsoló popdal” és „diadalmámor” került létrehozásra. A The Village Voice az album egyik „fénypontjának” nevezte, azonban megkérdőjelezte a feminista dalszövegek őszinteségét. A BBC Music egy „szörnyeteg dallamnak” nevezte, amely egy „földalatti szexbörtön videóért könyörög.” Kerri Manson a Billboard-tól a dalt „elavultnak” nevezte, de erősen dicsérte a refrént. Tim Jonze a The Guardian-tól szintén „nevetségesen fülbemászónak” találta a refrént, és úgy vélte, hogy ez volt a dal legfontosabb aspektusa. Szintén észrevételezte a Berlin techno hatásokat a dalban, amit „hanyatlóként” jellemzett. A Rolling Stone kritikusa Jody Rosen ezzel szemben úgy érezte, hogy a dal refrénje „gyenge”, míg az üteme egy „átlagos Eurodisco kalapálás”.
Gaga németét is kritizálta a magazin, amiről azt írták, „halandzsa, ami németnek hangzik, de nem az.” Caryn Ganz a Spin-től a dal nyitósorait („I don't speak German, but I can if you like”) „kacagtatóan groteszknek” nevezte. Tris McCall a New Jersey Herald-tól a Scheiße-t „a hét dalának” nevezte ki, és azt tanácsolta, hogy a következő kislemez legyen a Born This Way-ről, hozzátéve azt, hogy „semmivel sem lenne abszurdabb” mint az előző kislemezek. McCall Gaga érthetetlen szövegeit is kiemelte, és úgy vélte, hogy hasonlóan hangzana hozzá a Cabaret-ből egy gimnáziumi diákcsoport által készített verzió. Írása végén dicsérte a dal produceri munkáját. Craig Jenkins a Prefixmag-tól azt mondta, hogy „befejezi a karaoke szarságot, és táncra perdíti az embereket a táncparketten” és „elkerüli a Born This Way időutazós erkölcsi világképét, ezzel kedvezve egy modernebb szemléletnek.” Ed Commentale a Tinymixtapes-től vegyes fogadtatást adott a dalban hallható német szövegnek: „az énekesnő nem igazán a németek nyelvét beszéli, hanem korszerűsíti az új évezredre, és azt parancsolja ennek a nemzetnek, hogy lépjen túl a tragikus történelmén a szerelem és tánc új korszakába... [a Scheiße] feltár egy bizonyos tudomásul nem vételt mind a tények, mind a valóság iránt.” Nathan Heller a Slate-től a mediterrán dance számokhoz hasonlította, és úgy vélte, hogy „a nemzetközi közönség számára készült.”

### Kereskedelmi fogadtatás
Annak ellenére, hogy kislemezként nem került kiadásra, több ország slágerlistájára is felkerült a dal. Németországban a Scheiße a 90. helyen debütált, miután Gaga előadta a Germany's Next Topmodel című műsorban. A Born This Way album megjelenését követően Dél-Koreában legjobb helyezése a 20. hely volt a nemzetközi előadók letöltéseit összesítő slágerlistán, miután előző hetéhez képest 21 helyet javított. Egy hét erejéig felkerült a brit kislemezlistára is a 135. helyre. Az Egyesült Államokban a 11. helyig jutott a Billboard Bubbling Under Hot 100 Singles listáján, míg negyedik lett a Hot Dance/Electronic Digital Songs listán, és a 67. a Kanadai Hot Digital Songs kislemezlistán.

## Élő előadások

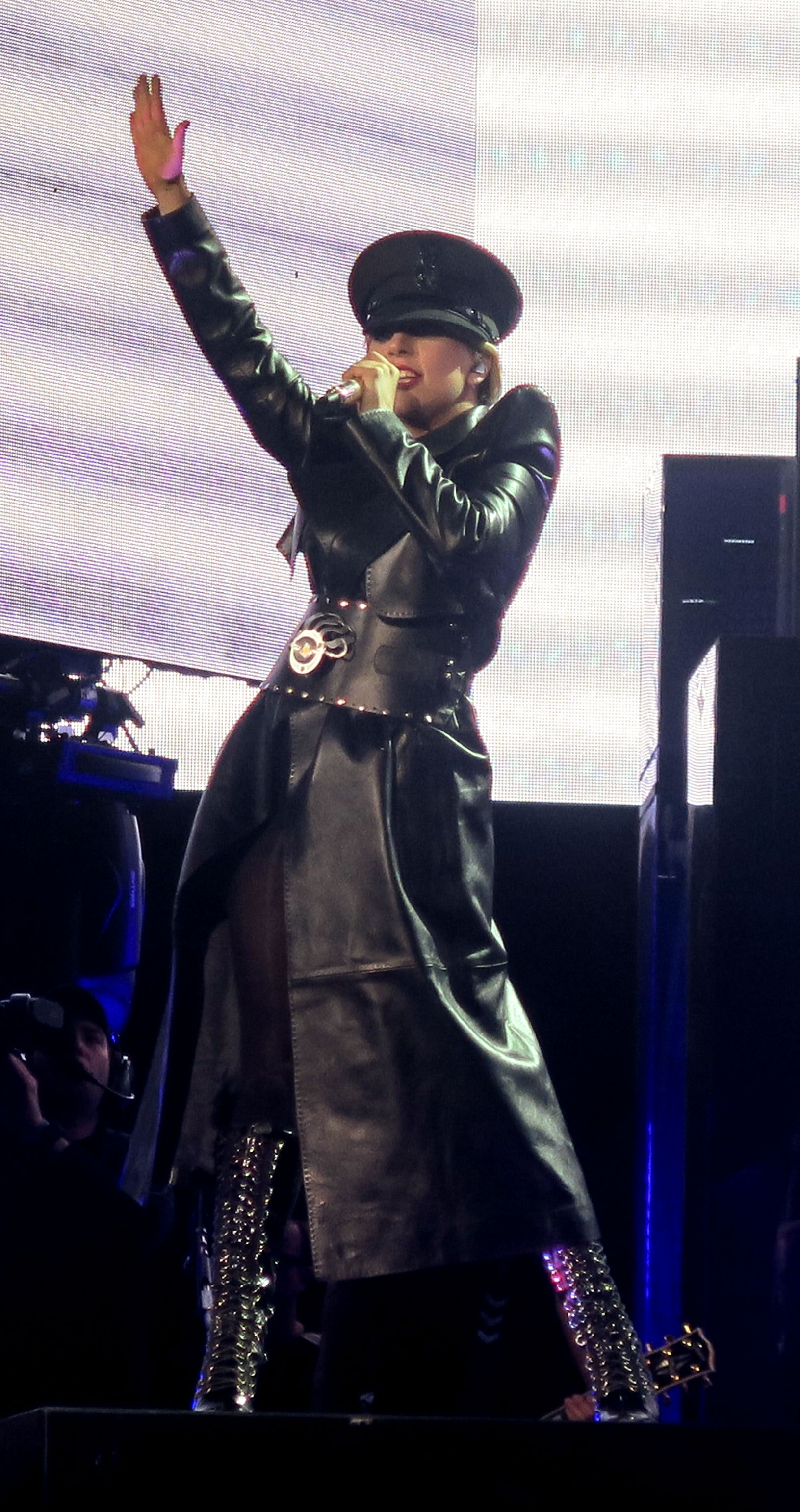
Lady Gaga a Scheiße előadása közben a 2017-es Coachella Fesztiválon

Lady Gaga előadta a Scheiße-t a Germany's Next Topmodel című műsor évadzárójában 2011. június 9-én. Egy kivilágított ajtón kilépve jelent meg, türkizkék parókát, fekete sapkát és egy hosszú fekete ruhát viselt, és egy zongora felé kezdett el sétálni. Csak a német szövegrészeket adta elő, majd leült egy dollár bankjegyekkel díszített zongorához, és elénekelte a Born This Way akusztikus változatát. Ezután a The Edge of Glory dalának eléneklése során az énekesnő a kifutó mentén kezdett el sétálni, ahol két nyaktiló volt elhelyezve egymás után, amelyeken a „szex”, „pénz” feliratok szerepeltek. Gaga mindkét nyaktilón keresztüllépett, amelyeket követően egy harmadik „hiúság” feliratúnál fejezte be az előadást.
Ray Rodriguez az ImpreMedia-tól elmondta: „Gaga átvette az uralmat a színpadon. Gaga mindig biztosít anyagot a beszélgetéshez. Előadásuk ezúttal sem volt kivétel, és egy sornyi lefejezőn keresztül táncolt, amiken a szex, pénz és hiúság feliratok szerepeltek, miközben hiányos öltözetű táncosok vették körbe.” Charlie Amter a The Hollywood Reporter-től azt írta, „Gaga elkápráztatta a német rajongókat.” Becky Bain az Idolator-tól elutasító volt az előadással kapcsolatban: „[Gaga] ugye tudja, hogy egy modelleket szerepeltető showban lép fel, ugye?”
A dal némethez hasonlatos szöveggel rendelkező első verzéjével és a refrénjével kezdte meg fellépését az iHeart Radio zenei fesztiválon, Las Vegasban. A Scheiße előadásra került a Born This Way Ball című világkörüli turnéján a 2009-es Paparazzi című kislemezét követően. Gaga szőke haját hosszú copfba kötötte, és egy fekete felsőben és nadrágban egy összetett koreográfia keretében adta elő a dalt. Egyes koncerteken a közönség tagjai közül hívott fel embereket, hogy táncoljanak vele a Scheiße-ra.
2017-ben a Scheiße volt a nyitódal a Coachella Fesztiválos koncertjén. Egy Mugler bőrkabátot viselt hegyes vállkitömésekkel mindezt egy admirális sapkával, egy nagy bőrövvel és fűzőkkel borított csizmákkal kiegészítve. Vanessa Franko a The Press-Enterprise-tól úgy vélte, hogy „úgy öltözött, mint egy katonaság inspirálta domina.” Peter Larsen ugyanezen laptól azt gondolta hogy a Scheiße érthető választás volt nyitószámnak, mivel „zeneisége szépen beleillik az elektronikus dance zenébe, amely hatalmas részét uralja ezeknek a fesztiváloknak manapság.” A szám ezen kívül felkerült a 2017-2018-as Joanne World Tour elnevezésű világ körüli turnéjának számlistájára is. Gaga egy Alexander Wang által készített rojtokkal borított fekete bőrkabátot viselt a koncerteken a dal előadására, harisnyával és fekete hosszú szárú csizmával kiegészítve. A Scheiße az énekesnő 2018–2020-as Las Vegas-i koncertrezidenciáján, az Enigmán is elhangzott. A dal alatt Gaga egy fémből készült, karmokkal ellátott, robotszerű szerkezet tetején volt látható, amelyet az újságírók egy Transformerhez, illetve egy óriáspókhoz hasonlítottak. 2025-ben Gaga a Scheiße-t ismét beépítette második headliner szettjébe a Coachellán, egy olyan performanszhoz, amelyben „egy rakás nagyméretű írótoll és egy Utolsó vacsora stílusú díszlet szerepelt”.

## Közreműködők
- Lady Gaga – Vokál, dalszerzés és produceri munka
- RedOne – dalszerzés, produceri munka, hangszerkesztés, hangi elrendezés, hangmérnöki munka, hangszerelés, számítógép generálta hangok készítése, és hangfelvétel Európában a turnébuszban
- Trevor Muzzy – felvételek, hangszerkesztés, hangmérnöki munka és hangkeverés a Larrabee-ben (North Hollywood, Los Angeles, Kalifornia)
- Gene Grimaldi – maszterizálás az Oasis Mastering-ben (Burbank)

Forrás: A Born This Way albumon szereplő jegyzet, Interscope Records

## Slágerlistás szereplések
| Slágerlista (2011)                           | Legjobb helyezés |
| -------------------------------------------- | ---------------- |
| Brit kislemezlista                           | 136              |
| Dél-koreai Gaon kislemezlista                | 20               |
| Kanadai Hot Digital Songs                    | 67               |
| Német letöltési lista                        | 90               |
| Olasz kislemezlista                          | 92               |
| USA Bubbling Under Hot 100 Singles lista     | 11               |
| USA Hot Dance/Electronic Digital Songs lista | 4                |

## Fordítás
- Ez a szócikk részben vagy egészben  a   Scheiße (song) című angol Wikipédia-szócikk fordításán alapul.  Az eredeti cikk szerkesztőit annak laptörténete sorolja fel. Ez a jelzés csupán a megfogalmazás eredetét és a szerzői jogokat jelzi, nem szolgál a cikkben szereplő információk forrásmegjelöléseként.